# Beaumont-du-Périgord
Beaumont-du-Périgord (trong tiếng Occitan Bèlmont de Perigòrd) là một xã của Pháp, nằm ở tỉnh Dordogne trong vùng Aquitaine của Pháp. Xã này có diện tích 24,18 km2, dân số năm 2006 là 1145 người. Xã nằm ở khu vực có độ cao trung bình 160 m trên mực nước biển.

## Thông tin nhân khẩu
| Năm    | 1962  | 1968  | 1975  | 1982  | 1990  | 1999  | 2006  |
| ------ | ----- | ----- | ----- | ----- | ----- | ----- | ----- |
| Dân số | 1 019 | 1 110 | 1 226 | 1 261 | 1 155 | 1 150 | 1 145 |